# 厄斯帕尔塔省
厄斯帕尔塔省（土耳其语：Isparta il）是位于土耳其西南部的一个省，首府厄斯帕尔塔。
厄斯帕尔塔省以苹果、樱桃、葡萄、玫瑰及玫瑰产品和地毯而闻名。